# Hudsonov zaliv
Hudsonov zaliv (angleško Hudson Bay, francosko baie d'Hudson) je obsežen oceanski zaliv severnega Atlantskega oceana, ki se zajeda v celino na skrajnem severu Severne Amerike in je s površino 1.230.000 km² drugi največji zaliv na svetu za Bengalskim. Je razmeroma plitev in klasificiran kot epikontinentalno morje, s povprečno globino okoli 100 m. Meri približno 1370 km v dolžino in 1.050 km v širino.
Velja za del Atlantskega oceana, saj morski tokovi tečejo pretežno vanj, nekateri publicistični viri pa ga obravnavajo kot robno morje Arktičnega oceana. Z Atlantskim oceanom ga povezuje Hudsonov preliv na severovzhodu, na severozahodu pa je prek Foxove kotline in ozkega preliva Fury in Hecla povezan z Arktičnim oceanom. Vzhodna obala je nizka, na zahodu pa se razteza gorovje Kanadski ščit, zato je površje tam hribovito. Povodje Hudsonovega zaliva obsega velik del Kanade in tudi manjši del Združenih držav Amerike, meri pa 3.861.400 km². Otoki v njem so del Kanadskega arktičnega otočja, največji je Southamptonov otok ob ustju na severozahodu. Na skrajnem jugovzhodu je izrazit Jamesov zaliv, ki se še dodatno zajeda v celino.
Zaliv se imenuje po angleškem pomorščaku Henryju Hudsonu, ki ga je leta 1610 kot prvi Evropejec raziskal med odpravo z ladjo Discovery v iskanju severozahodnega prehoda v Tihi ocean. Zdaj pripada Kanadi in ima pravni status zaprtega morja (mare clausum). Nanj mejijo kanadske province Nunavut, Manitoba, Ontario in Québec.